# Tetraleurodes corni
Tetraleurodes corni là một loài côn trùng cánh nửa trong họ Aleyrodidae, phân họ Aleyrodinae.
Tetraleurodes corni được Haldeman miêu tả khoa học đầu tiên năm 1850.